# NGC 6943
NGC 6943 is een balkspiraalstelsel in het sterrenbeeld Pauw. Het hemelobject werd op 27 juni 1835 ontdekt door de Britse astronoom John Herschel.

## Synoniemen
- ESO 74-6
- PGC 65295